# LTT 9779 b
Exoplanète,,,
Neptune chaud
Cuancoá, également connue sous le nom LTT 9779 b, est une exoplanète de type Neptune chaud orbitant autour de l'étoile LTT 9779, située à environ 264 années-lumière de la Terre dans la constellation du Sculpteur.

## Observations
La découverte de l'exoplanète LTT 9779 b à l'aide de TESS a été publiée en 2020. C'est un Neptune ultra-chaud d'environ 29 fois la masse et 4,7 fois le rayon de la Terre, pour une période orbitale d'environ 17 heures. Ces paramètres en font l'une des rares planètes connues du désert des Neptune chauds. Des observations du télescope spatial Spitzer ont mesuré la température diurne de la planète à 2 305 kelvins (K),  alors que des observations de CHEOPS ont montré que la planète était très réfléchissante, avec un albédo de 80 %.  
Une étude publiée en 2019, avant la confirmation de LTT 9779 b, a proposé une deuxième planète candidate dans le système sur la base des variations de temps de transit, mais cela n'a pas été confirmé et l'étude qui a confirmé LTT 9779 b n'a trouvé aucune preuve de variations de temps de transit.

## Caractéristiques physiques
La planète possèderait une atmosphère constituée de silicates et de titane.